# Livingstone (Zâmbia)
Livingstone é uma cidade e um distrito da Zâmbia, localizados na província Sul. Foi a capital da província e foi a capital histórica da Rodésia do Norte.
Segundo o censo de 2005 contava com aproximadamente 110 000 habitantes. É conhecida pelas casas coloniais e fica a cerca de 10 km a sul das cataratas Vitória.
Forma uma conurbação transfronteiriça com a cidade de Victoria Falls, no Zimbábue.

## História

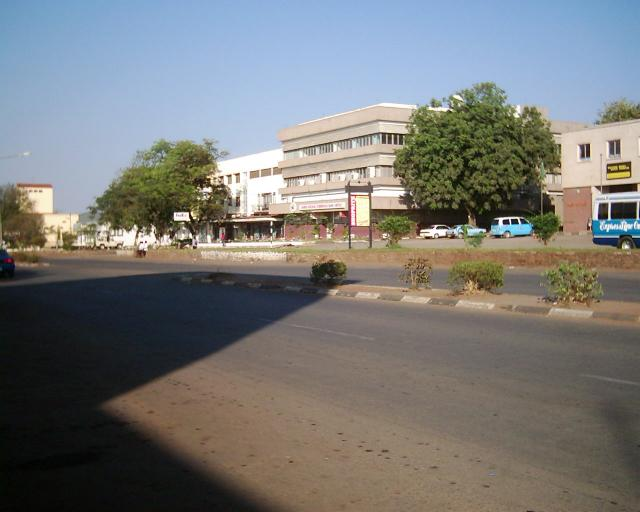
Foto da cidade

Nos arredores de Livingstone já havia assentamentos importantes antes da chegada dos colonos britânicos, que fundaram aí o primeiro município do país em 1897. O seu nome deve-se ao missionário e explorador britânico David Livingstone, o primeiro europeu a ver as cataratas Vitória. 
Na década de 1890, com a chegada da Ferrovia Cabo-Cairo, Livingstone começou a industrializar-se.